# Masters de Roma 2017
El Internazionali BNL d'Italia de 2017 (también conocido en inglés como 2017 Italian Open) fue un torneo de tenis que se jugó en canchas de arcilla al aire libre en el Foro Itálico de Roma (Italia). Fue la 74.ª edición del Abierto de Italia y clasificado como un ATP Masters 1000 y WTA Premier 5. Se llevó a cabo del 14 al 21 de mayo de 2017.

## Puntos y premios en efectivo

### Distribución de puntos
| Evento                  | G    | F   | SF  | CF  | Ronda de 16 | Ronda de 32 | Ronda de 64 | Q  | Q2 | Q1 |
| Individuales masculinos | 1000 | 600 | 360 | 180 | 90          | 45          | 10          | 25 | 16 | 0  |
| Dobles masculinos       | 1000 | 600 | 360 | 180 | 90          | 0           | —           | —  | —  | —  |
| Individuales femeninos  | 900  | 585 | 350 | 190 | 105         | 60          | 1           | 30 | 20 | 1  |
| Dobles femeninos        | 900  | 585 | 350 | 190 | 105         | 1           | —           | —  | —  | —  |

### Premios en efectivo
| Evento                 | G         | F         | SF        | CF        | Ronda de 16 | Ronda de 32 | Ronda de 64 | Q2     | Q1     |
| Individuales masculino | € 820 035 | € 402 080 | € 202 365 | € 102 900 | € 53 435    | € 28 170    | € 15 210    | € 3505 | € 1785 |
| Individuales femenino  | € 461 355 | € 230 565 | € 115 170 | € 53 055  | € 26 302    | € 13 501    | € 6939      | € 3860 | € 1987 |
| Dobles masculino       | € 253 950 | € 124 330 | € 62 360  | € 32 010  | € 16 550    | € 8730      | —           | —      | —      |
| Dobles femenino        | € 132 074 | € 66 710  | € 33 020  | € 16 620  | € 8395      | € 4160      | —           | —      | —      |

## Cabezas de serie

### Individuales masculino
Los cabeza de serie están establecidos al ranking del 8 de mayo. 
| N.º | Rk. | Jugador          | Puntos antes | Puntos que defender | Puntos ganados | Puntos después | Actuación en el Torneo                              |
| --- | --- | ---------------- | ------------ | ------------------- | -------------- | -------------- | --------------------------------------------------- |
| 1   | 1   | Andy Murray      | 11 360       | 1000                | 45             | 10 405         | Segunda ronda, perdió ante Fabio Fognini            |
| 2   | 2   | Novak Djokovic   | 7205         | 600                 | 600            | 7205           | Final, perdió ante Alexander Zverev [16]            |
| 3   | 3   | Stan Wawrinka    | 5695         | 90                  | 90             | 5695           | Tercera ronda, perdió ante John Isner               |
| 4   | 4   | Rafael Nadal     | 5375         | 180                 | 180            | 5375           | Cuartos de final, perdió ante Dominic Thiem [8]     |
| 5   | 6   | Miloš Raonić     | 4225         | 45                  | 180            | 4360           | Cuartos de final, perdió ante Alexander Zverev [16] |
| 6   | 8   | Marin Čilić      | 3735         | 0                   | 180            | 3915           | Cuartos de final, perdió ante John Isner            |
| 7   | 9   | Kei Nishikori    | 3830         | 360                 | 90             | 3560           | Tercera ronda, perdió ante Juan Martín Del Potro    |
| 8   | 7   | Dominic Thiem    | 4215         | 180                 | 360            | 4395           | Semifinales, perdió ante Novak Djokovic [2]         |
| 9   | 10  | David Goffin     | 3235         | 180                 | 90             | 3145           | Tercera ronda, perdió ante Marin Čilić [6]          |
| 10  | 11  | Grigor Dimitrov  | 2910         | 10                  | 10             | 2910           | Primera ronda, perdió ante Juan Martín del Potro    |
| 11  | 16  | Lucas Pouille    | 2690         | 360                 | 10             | 2340           | Primera ronda, perdió ante Sam Querrey              |
| 12  | 13  | Tomáš Berdych    | 2780         | 90                  | 90             | 2780           | Tercera ronda, perdió ante Miloš Raonić [5]         |
| 13  | 14  | Jack Sock        | 2415         | 45                  | 90             | 2460           | Tercera ronda, perdió ante Rafael Nadal [4]         |
| 14  | 19  | Albert Ramos     | 2190         | 45                  | 10             | 2155           | Primera ronda, perdió ante John Isner               |
| 15  | 21  | Pablo Carreño    | 2090         | 0                   | 45             | 2135           | Segunda ronda, perdió ante Roberto Bautista         |
| 16  | 17  | Alexander Zverev | 2345         | 45                  | 1000           | 3300           | Campeón, venció a Novak Djokovic [2]                |

### Dobles masculino
| Tenistas                            | Ranking | Preclasificado |
| Henri Kontinen John Peers           | 3       | 1              |
| Bob Bryan Mike Bryan                | 6       | 2              |
| Jamie Murray Bruno Soares           | 15      | 3              |
| Pierre-Hugues Herbert Nicolas Mahut | 17      | 4              |
| Łukasz Kubot Marcelo Melo           | 17      | 5              |
| Raven Klaasen Rajeev Ram            | 21      | 6              |
| Feliciano López Marc López          | 28      | 7              |
| Ivan Dodig Marcel Granollers        | 30      | 8              |

### Individuales femenino
Las cabezas de serie están establecidos al ranking del 8 de mayo. 
| N.º | Rk. | Jugadora                  | Puntos antes | Puntos que defender | Puntos ganados | Puntos después | Actuación en el Torneo                             |
| --- | --- | ------------------------- | ------------ | ------------------- | -------------- | -------------- | -------------------------------------------------- |
| 1   | 1   | Angelique Kerber          | 7035         | 60                  | 60             | 7035           | Segunda ronda, perdió ante Anett Kontaveit [Q]     |
| 2   | 3   | Karolína Plíšková         | 6010         | 1                   | 190            | 6199           | Cuartos de final, perdió ante Elina Svitolina [8]  |
| 3   | 7   | Garbiñe Muguruza          | 4287         | 350                 | 350            | 4287           | Semifinales, se retiró ante Elina Svitolina [8]    |
| 4   | 5   | Dominika Cibulková        | 4480         | 0                   | 60             | 4540           | Segunda ronda, perdió ante Yekaterina Makárova     |
| 5   | 6   | Johanna Konta             | 4330         | 105                 | 105            | 4330           | Tercera ronda, perdió ante Venus Williams [9]      |
| 6   | 4   | Simona Halep              | 5205         | 60                  | 585            | 5730           | Final, perdió ante Elina Svitolina [8]             |
| 7   | 8   | Svetlana Kuznetsova       | 4260         | 190                 | 105            | 4175           | Tercera ronda, perdió ante Daria Gavrilova [Q]     |
| 8   | 11  | Elina Svitolina           | 3780         | 1                   | 900            | 4679           | Campeona, venció a Simona Halep [6]                |
| 9   | 12  | Venus Williams            | 3752         | 60                  | 190            | 3882           | Cuartos de final, perdió ante Garbiñe Muguruza [3] |
| 10  | 13  | Madison Keys              | 3162         | 585                 | 1              | 2578           | Primera ronda, perdió ante Daria Gavrilova [Q]     |
| 11  | 15  | Yelena Vesniná            | 2875         | 0                   | 1              | 2876           | Primera ronda, perdió ante Qiang Wang [Q]          |
| 12  | 17  | Anastasiya Pavliuchenkova | 2590         | 0                   | 105            | 2695           | Tercera ronda, perdió ante Simona Halep [6]        |
| 13  | 14  | Kristina Mladenovic       | 2965         | 1                   | 1              | 2965           | Primera ronda, perdió ante Julia Goerges           |
| 14  | 21  | Barbora Strýcová          | 2050         | 190                 | 60             | 1920           | Segunda ronda, perdió ante Timea Bacsinszky        |
| 15  | 20  | Kiki Bertens              | 2064         | 1                   | 350            | 2413           | Semifinales, perdió ante Simona Halep [6]          |
| 16  | 22  | Mirjana Lučić-Baroni      | 1839         | 0                   | 105            | 1944           | Tercera ronda, perdió ante Anett Kontaveit [Q]     |

### Dobles femenino
| Tenista                              | Ranking | Preclasificada |
| Bethanie Mattek-Sands Lucie Šafářová | 3       | 1              |
| Yekaterina Makárova Yelena Vesniná   | 6       | 2              |
| Chan Yung-jan Martina Hingis         | 19      | 3              |
| Sania Mirza Yaroslava Shvédova       | 20      | 4              |
| Tímea Babos Andrea Hlaváčková        | 23      | 5              |
| Abigail Spears Katarina Srebotnik    | 40      | 6              |
| Gabriela Dabrowski Xu Yifan          | 44      | 7              |
| Chan Hao-ching Jeļena Ostapenko      | 50      | 8              |

## Campeones

### Individual masculino
Alexander Zverev venció a  Novak Djokovic por 6-4, 6-3.

### Individual femenino
Elina Svitolina venció a  Simona Halep por 4-6, 7-5, 6-1.

### Dobles masculino
Pierre-Hugues Herbert /  Nicolas Mahut vencieron a  Ivan Dodig /  Marcel Granollers por 4-6, 6-4, [10-3].

### Dobles femenino
Yung-Jan Chan /  Martina Hingis vencieron a  Yekaterina Makárova /  Yelena Vesniná por 7-5, 7-6(4).